# Коврево
Ко́врево — деревня в муниципальном округе Егорьевск Московской области России.

## География
Деревня Коврево расположена в северо-восточной части муниципального округа Егорьевск, примерно в 18 километрах к востоку от города Егорьевск. В 2 километрах к западу от деревни протекает река Пешур. Высота над уровнем моря 132 метров.

## Название
В письменных источниках упоминается как Коверино (XVII век), с начала XIX века Коврово.
Название связано с некалендарным личным именем Коверя.

## История
В сохранившихся источниках впервые упоминается в писцовых книгах Владимирского уезда 1636-43 годов князя Василия Кропоткина и подьячего Афанасия Кувязева под названием деревня Коверева а Кузмина тож, Пыркова стана, помещиком значится Гурий Возницын. 
Во второй половине XVIII века владельцы Мещаниновы открыли в Ковреве суконную фабрику, которая проработала несколько десятилетий и была одним из первых промышленных предприятий на территории нынешнего Егорьевского района. 
На момент отмены крепостного права в России деревня принадлежала помещику Головину. 
После 1861 года деревня вошла в состав Василёвской волости Егорьевского уезда. Приход находился в селе Пырково. 
В конце XIX века в деревне открыта земская школа, в советское время, уже в 1930-е годы Ковревская школа первой ступени (учились с 1 по 4 классы) переведена в дом раскулаченного крестьянина. По данным 1905 года в деревне Коврево Василёвской волости 83 двора, число жителей мужского пола 241 и женского 265, итого 506, земская школа, кузница, три мелочные лавки, чайная. В 1929-32 годы в Ковреве создан колхоз, носивший название «Красный пахарь». С фронтов Великой Отечественной войны не вернулось 40 уроженцев и жителей деревни, среди них — Зуевы, Маршевы, Фроловы, Шелобановы, Шаховы и представители других ковревских фамилий.
В 1926 году деревня входила во Фролковский сельсовет Поминовской волости Егорьевского уезда. До 1954 года — центр Ковревского сельсовета.
С 1951 года Ковревская школа существовала как семилетняя. На 1 сентября 1954 года директором её был участник войны Николай Николаевич Тишкин, классов 8, учащихся 148, учителей 10. Закрыли школу в 1970-е годы из-за малого количества детей. 
До 1994 года Коврево входило в состав Большегридинского сельсовета Егорьевского района, в 1994—2004 годы — Большегридинского сельского округа, а в 2004—2006 годы — Саввинского сельского округа.
До 2015 года входила в состав сельского поселения Саввинское.
В 2015 году вошла в состав городского округа Егорьевск, образованного в том же году путем упразднения Егорьевского района и объединения всех его поселений в единый городской округ.

## Демография
В 1885 году в деревне проживало 435 человек, в 1905 году — 506 человек (241 мужчина, 265 женщин), в 1926 году — 510 человек (239 мужчин, 271 женщина). По переписи 2002 года — 21 человек (8 мужчин, 13 женщин). Население — 29 человек (2010).
| 1859 | 1868 | 1885 | 1905 | 1926 | 2002 | 2006 |
| ---- | ---- | ---- | ---- | ---- | ---- | ---- |
| 302  | ↗326 | ↗435 | ↗506 | ↗510 | ↘21  | →21  |
| 2010 |      |      |      |      |      |      |
| ↗29  |      |      |      |      |      |      |